# Anversa (Adriano Spilimbergo)
Anversa è un dipinto di Adriano Spilimbergo. Eseguito verso il 1966, appartiene alle collezioni d'arte della Fondazione Cariplo.

## Descrizione
In questa veduta del porto di Anversa Spilimbergo combina la stesura del colore a spatola con pennellate leggere e vibranti e si serve di una tavolozza fredda e ricca di bianchi, in una composizione memore della lezione di Utrillo e Dufy.

## Storia
Il dipinto venne esposto alla Mostra d'arte figurativa italiana allestita nel Palazzo della Permanente nel 1966, e in quell'occasione fu acquistato dalla Fondazione Cariplo.